# یوشینوری آبه
یوشینوری آبه (انگلیسی: Yoshinori Abe؛ زادهٔ ۱۰ سپتامبر ۱۹۷۲) فوتبالیست اهل ژاپن است.
از باشگاه‌هایی که در آن بازی کرده‌است می‌توان به توکیو وردی، و ساگان توسو، توکیو وردی، و کاوازاکی فرونتال اشاره کرد.